# Monsieur (téléfilm)
Pour les articles homonymes, voir Monsieur (homonymie).
Pour plus de détails, voir Fiche technique et Distribution.
Monsieur est un téléfilm français réalisé par Méliane Marcaggi d'après un scénario de Natalie Carter.
Ce drame policier est une adaptation par la société Lm les films pour France 2 du roman Petite sale de Louise Mey.

## Fiche technique
Sauf indication contraire, les informations mentionnées dans cette section peuvent être confirmées par la base de données cinématographiques Allociné,  présente dans la section « Liens externes ».
- Titre français : Monsieur
- Réalisation : Méliane Marcaggi[1],[2],[3],[4],[5]
- Scénario : Natalie Carter[1],[3],[4],[5]
- Production : Martine Lheureux[5]
- Sociétés de production : Lm les films[5]
- Pays de production :  France
- Langue originale : français
- Format : couleur
- Genre : Drame, policier
- Durée : 90 minutes
- Dates de première diffusion :

## Distribution
- Jean-Pierre Darroussin : Dassieux
- Jérémy Lewin : Gabriel
- Aurélien Recoing : Monsieur Auguste Desmest
- Léontine d'Oncieu : Catherine Caron
- Pasquale d'Inca : Capitaine Aubreuil
- Sophie Le Tellier : Madame Salors
- Didier Brice : Radier
- Laure Blatter : Clémence Desmet
- Padrig Vion : Michel Demest
- Philae Mercoyrol-Ribes : Sylvie Demest

## Production

### Genèse et développement
Le scénario, écrit d'après le roman Petite sale de Louise Mey, publié par les éditions du Masque et salué par le Prix Landerneau Polar 2023, est de la main de Natalie Carter, et la réalisation est assurée par Méliane Marcaggi, avec le soutien de Pictanovo,,,,,.
La production est assurée par Martine Lheureux pour la société Lm les films.

### Tournage
Le tournage se déroule du 20 janvier au 17 février 2025 à Lille, à Cassel et dans les environs, entre autres à la grand'place de Cassel et dans la brasserie d'Anthony Debailleul,,,,.